# 9217 Kitagawa
9217 Kitagawa è un asteroide della fascia principale. Scoperto nel 1995, presenta un'orbita caratterizzata da un semiasse maggiore pari a 2,3252842 UA e da un'eccentricità di 0,1579522, inclinata di 4,65122° rispetto all'eclittica.
L'asteroide è dedicato al giapponese Ryuji Kitagawa, professore di mineralogia all'Università di Hiroshima.